# 다자와코선
다자와코선(일본어: 田沢湖線 다자와코 센[*])은 일본 이와테현 모리오카시에 있는 모리오카역과 아키타현 다이센시에 있는 오마가리역을 잇는 동일본 여객철도의 철도 노선이다.

## 운행 형태
아키타 신칸센 열차가 다자와코 선을 거쳐 도호쿠 신칸센 도쿄역과 아키타역을 왕복한다.
기존선 열차는 신칸센에 직결 운행을 하지 않는다. 이와테 현 쪽을 왕복하는 열차(모리오카 ~ 시즈쿠이시 및 아카부치)와 아키타 현 쪽을 왕복하는 열차(다자와코 ~ 오마가리)가 각각 많다. 전 구간을 오가는 열차는 적다.

## 차량

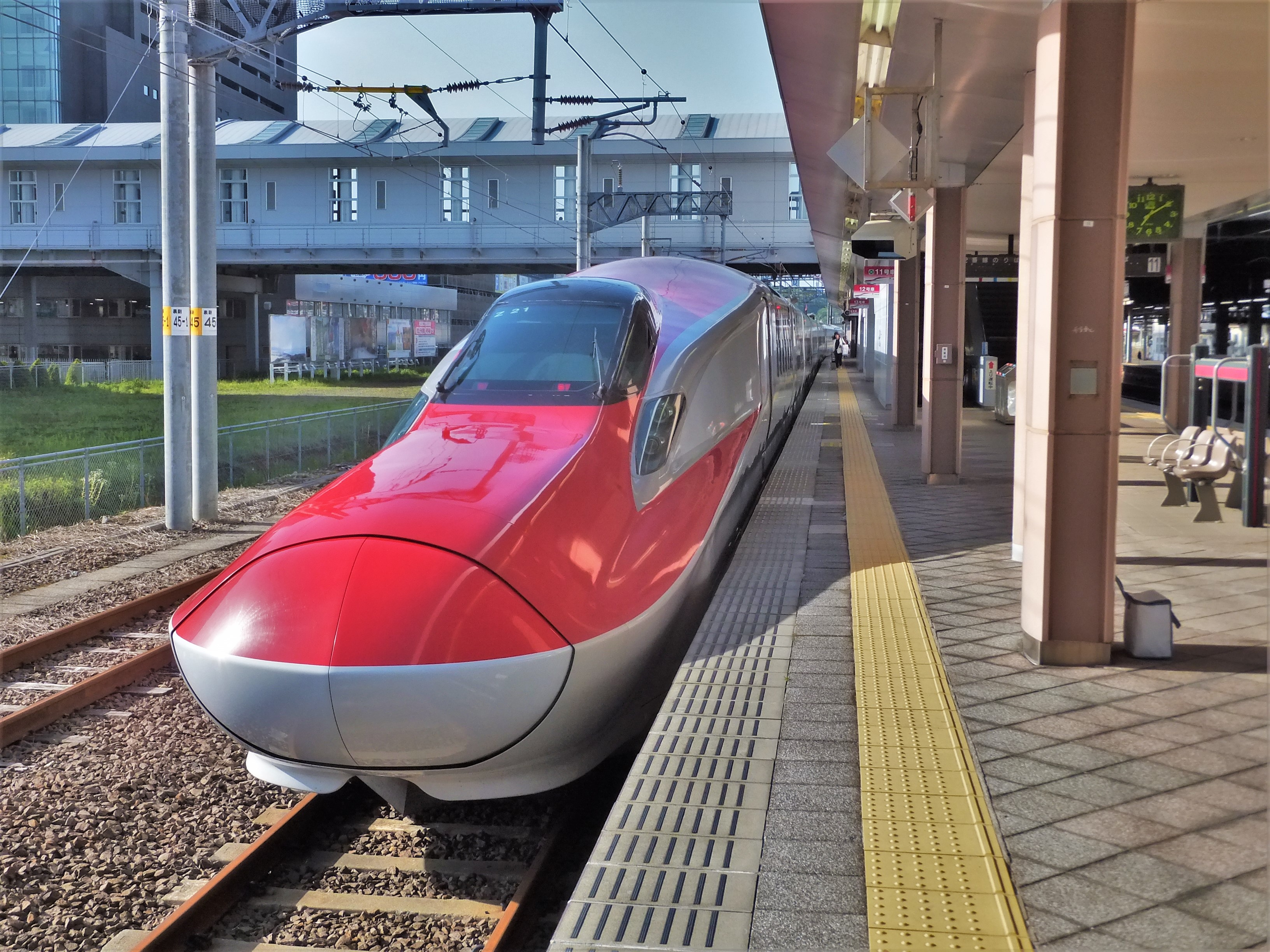
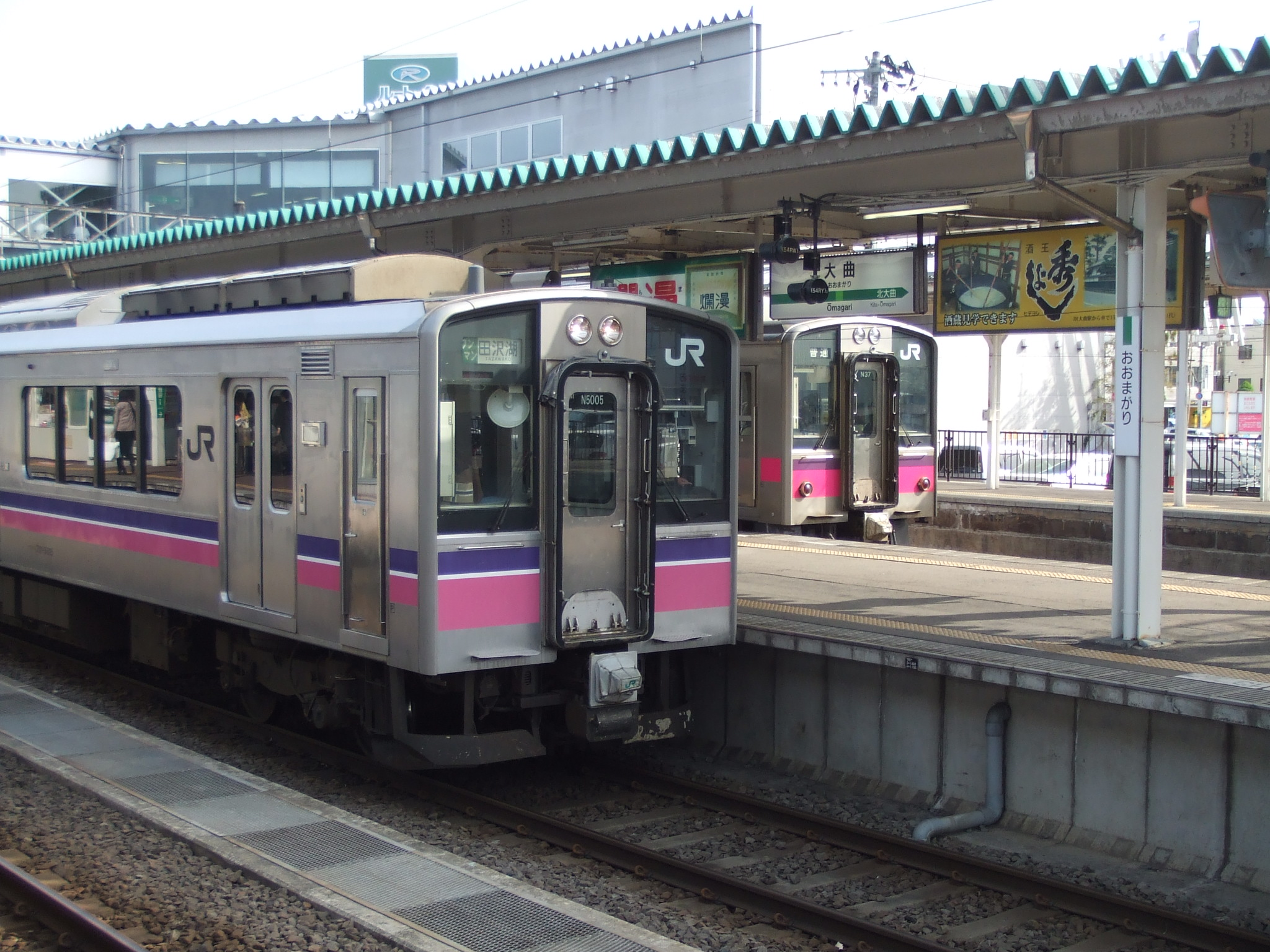

- E6계
- 701계 5000번대

## 역 목록
| 역 이름         | 일본어 이름  | 거리 (km) | 접속 노선                                                                     | 소재지    | 소재지     | 소재지                              |
| --------------- | ------------ | --------- | ----------------------------------------------------------------------------- | --------- | ---------- | ----------------------------------- |
| 모리오카        | 盛岡         | 0.0       | 도호쿠 신칸센, 도호쿠 본선, 야마다 선 IGR 이와테 은하 철도 이와테 은하 철도선 | 이와테현  | 모리오카시 |                                     |
| 마에가타        | 前潟         | 3.4       |                                                                               | 이와테현  | 모리오카시 |                                     |
| 오카마          | 大釜         | 6.0       | 다키자와시                                                                    | 이와테현  |            |                                     |
| 고이와이        | 小岩井       | 10.5      | 다키자와시                                                                    | 이와테현  |            |                                     |
| 시즈쿠이시      | 雫石         | 16.0      | 시즈쿠이시정                                                                  | 이와테현  |            |                                     |
| 하루키바        | 春木場       | 18.7      | 시즈쿠이시정                                                                  | 이와테현  |            |                                     |
| 아카부치        | 赤渕         | 22.0      | 시즈쿠이시정                                                                  | 이와테현  |            |                                     |
| 오치자와 신호장 | 大地沢信号場 | (28.6)    | 시즈쿠이시정                                                                  | 이와테현  |            |                                     |
| 시도나이 신호장 | 志度内信号場 | (34.4)    | 아키타현                                                                      | 센보쿠시  | 센보쿠시   |                                     |
| 다자와코        | 田沢湖       | 40.1      | 아키타현                                                                      | 센보쿠시  | 센보쿠시   |                                     |
| 사시마키        | 刺巻         | 44.4      | 아키타현                                                                      | 센보쿠시  | 센보쿠시   |                                     |
| 진다이          | 神代         | 52.8      | 아키타현                                                                      | 센보쿠시  | 센보쿠시   |                                     |
| 쇼덴            | 生田         | 55.3      | 아키타현                                                                      | 센보쿠시  | 센보쿠시   |                                     |
| 가쿠노다테      | 角館         | 58.8      | 아키타현                                                                      | 센보쿠시  | 센보쿠시   | 아키타 내륙 종관 철도 아키타 내륙선 |
| 우구이스노      | 鶯野         | 61.6      | 아키타현                                                                      |           | 다이센시   | 다이센시                            |
| 우고나가노      | 羽後長野     | 64.6      | 아키타현                                                                      |           | 다이센시   | 다이센시                            |
| 야리미나이      | 鑓見内       | 67.9      | 아키타현                                                                      |           | 다이센시   | 다이센시                            |
| 우고요쓰야      | 羽後四ツ屋   | 70.2      | 아키타현                                                                      |           | 다이센시   | 다이센시                            |
| 기타오마가리    | 北大曲       | 72.0      | 아키타현                                                                      |           | 다이센시   | 다이센시                            |
| 오마가리        | 大曲         | 75.6      | 아키타현                                                                      | 오우 본선 | 다이센시   | 다이센시                            |